# اراندیر
اراندیر (انگلیسی: Erandir؛ زادهٔ ۵ اوت ۱۹۸۲) بازیکن فوتبال اهل برزیل است.
از باشگاه‌هایی که در آن بازی کرده‌است می‌توان به باشگاه فوتبال اتلتیکو پارانائنزه و باشگاه ورزشی فورتالزا اشاره کرد.